# Apogonia ignorata
Apogonia ignorata är en skalbaggsart som beskrevs av Kobayashi 2010. Apogonia ignorata ingår i släktet Apogonia och familjen Melolonthidae. Inga underarter finns listade i Catalogue of Life.